# Sulajman Tony Farandżijja
Sulajman Tony Farandżijja lub Sulajman Farandżijja, Jr. (arab.: سليمان فرنجيّة) – polityk libański ur. 18 listopada 1965 r., syn Tony' ego, wnuk prezydenta Sulajmana Farandżijji, przewodniczący Ruchu Marada,  członek  parlamentu libańskiego z okręgu Zgharta-Zawyieh, w przeszłości minister różnych resortów (m.in. zdrowia publicznego, rolnictwa i mieszkalnictwa), maronita.
Zobacz też: Farandżijja